# دروم
دروم (به فرانسوی: Drôme) بیست‌وششمین شهرستان فرانسه است.
شهرستان دروم در جنوب شرقی این کشور قرار دارد.
این شهرستان زیرمجموعه ناحیه رون-آلپ می‌باشد.
مساحت این شهرستان ۶٬۵۳۰ کیلومتر مربع و جمعیت آن ۴۷۳٬۴۲۷ نفر است.
این شهرستان در خلال انقلاب فرانسه بر پا گردید.